# Rhyacophila darbyi
Rhyacophila darbyi là một loài Trichoptera trong họ Rhyacophilidae. Chúng phân bố ở miền Tân bắc.